# Per Holmquist
Per Johan Holmquist, född 23 januari 1866 i Göteborg, död 3 mars 1946, var en svensk geolog och petrograf.

## Biografi
Holmquist studerade 1886–97 vid högskolorna i Uppsala och Stockholm samt blev 1897 filosofie doktor och docent i mineralogi och geologi i Uppsala. År 1901 utnämndes han till vice lektor vid Kungliga Tekniska högskolan och 1912 till professor i geologi och mineralogi på samma högskola. Han var kvar på professorstjänsten till 1931. 
I Studien über die Granite von Schweden (i "Bulletin of the Geological Institution of Upsala", 1906) gav han en värdefull och omfattande översikt över Sveriges graniter, och i "Geologiska föreningens i Stockholm förhandlingar" lämnade han många bidrag till klarläggandet av svensk-finska urbergets petrografi och geologi. Han utförde geologiska kartprofiler över de skandinaviska högfjällsbildningarna emellan Kvikkjokk och Sulitelma, Storuman och Ranenfjord samt vid Torneträsk och bidrog även till utredandet av fjällkedjebildningens tektonik.
Till geologkongressen i Stockholm 1910 utarbetade han guideböcker för exkursionerna dels inom urbergsområdet i stockholmstrakten och skärgården, dels för högfjällsbildningarna vid Torneträsk. Av hans mineralogiska arbeten märks undersökningar om perovskit- och pyroklormineral, om dinasteglets förändringar samt om minerals hårdhet för slipning och exakt bestämning av hårdheten. Han blev korresponderande ledamot av Geological Society of London 1913, ledamot av Ingenjörsvetenskapsakademien 1925 och ledamot av Kungliga Vetenskapsakademien 1935.